# راستنبرگ
راستنبرگ (به انگلیسی: Rustenburg) شهری است با جمعیت ۱۲۵٫۰۰۰ نفری در کشور آفریقای جنوبی و پایتخت استان شمال غربی.

## نگارخانه